# Toyota bB
Toyota bB — субкомпактвен, що випускається японським автовиробником Toyota Motor Corporation з 2000 року. Під цією назвою випускається виключно для японського ринку; в США з 2004 року аналогічний автомобіль виробляється під маркою Scion як Scion xB. Назва моделі bB («Бі-бі») походить від англійського словосполучення «black box» (чорний ящик) для асоціації з безмежністю ще нерозкритих можливостей.
Перше покоління автомобіля було створено на базі Toyota Vitz і Toyota Funcargo. Друге покоління Toyota bB з'явилося в кінці 2005 року. Перше покоління комплектувалося чотирициліндровими рядними двигунами об'ємом 1,3 і 1,5 літрів і потужністю 88, 105 (4wd) і 110 к.с. відповідно, оснащується тільки автоматичною коробкою передач з перемикачем на кермі. Існують версії з переднім приводом, а також з постійним повним приводом. Оснащується ABS, BAS, ESP, помічником підйому/спуску з гори. Дрібносерійно випускався кузов пікап на базі bB, який отримав назву Open Deck.

## Перше покоління (XP30; 2000–2005)

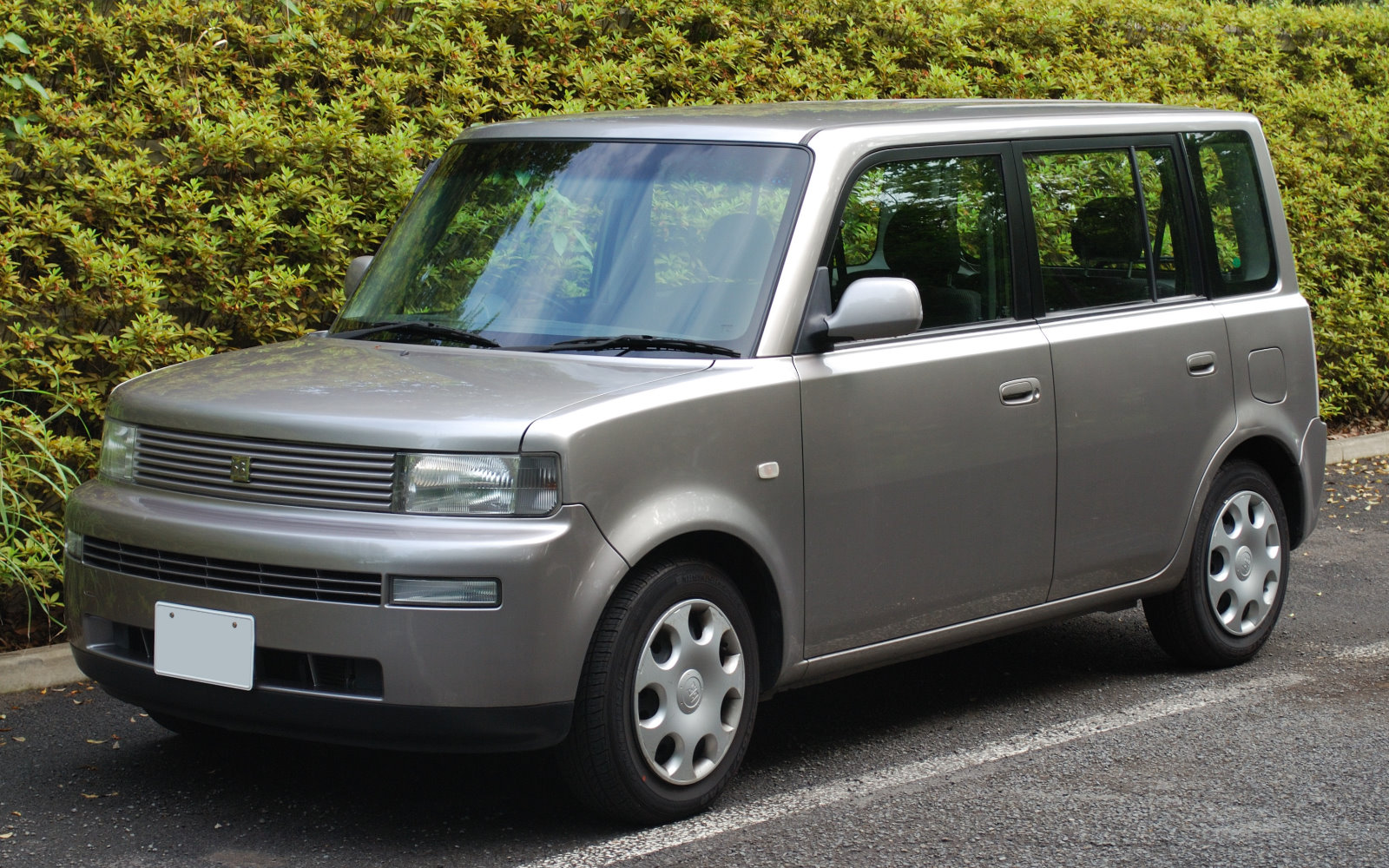
Toyota bB (XP30)

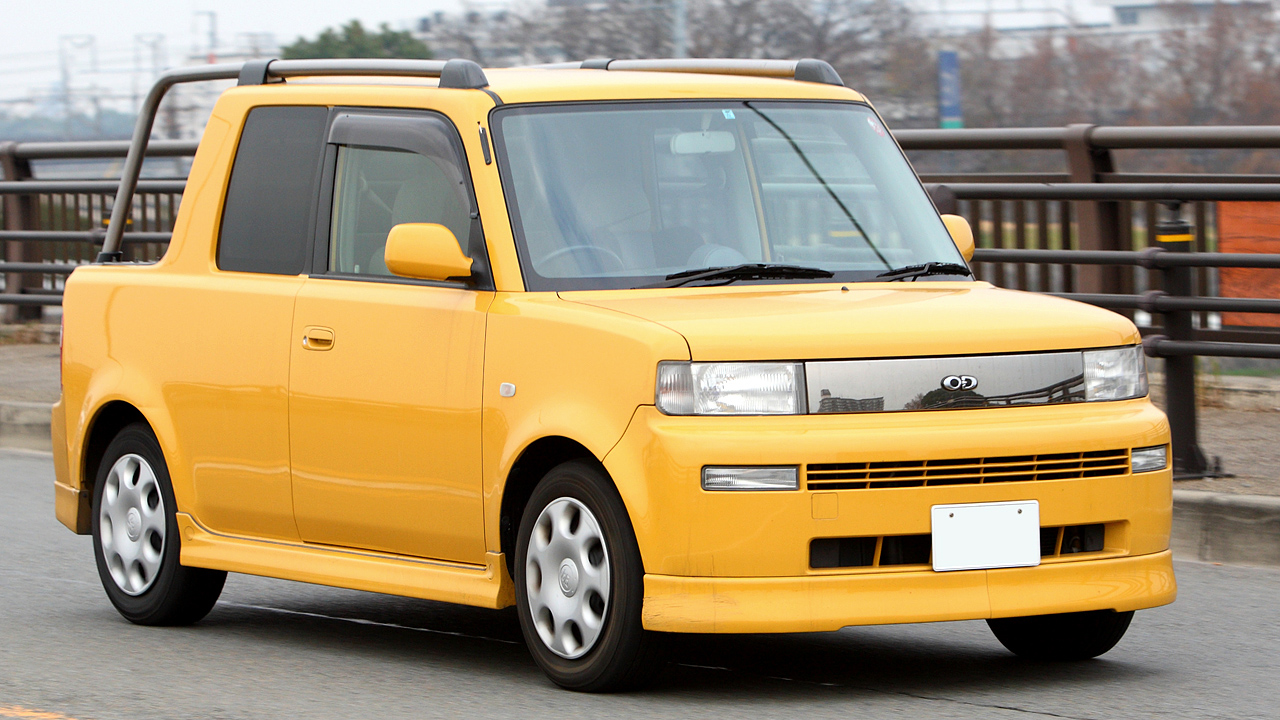
Toyota bB Open Deck

- 1.3 L 2NZ-FE I4
- 1.5 L 1NZ-FE I4

## Друге покоління (QNC20; 2005–2016)

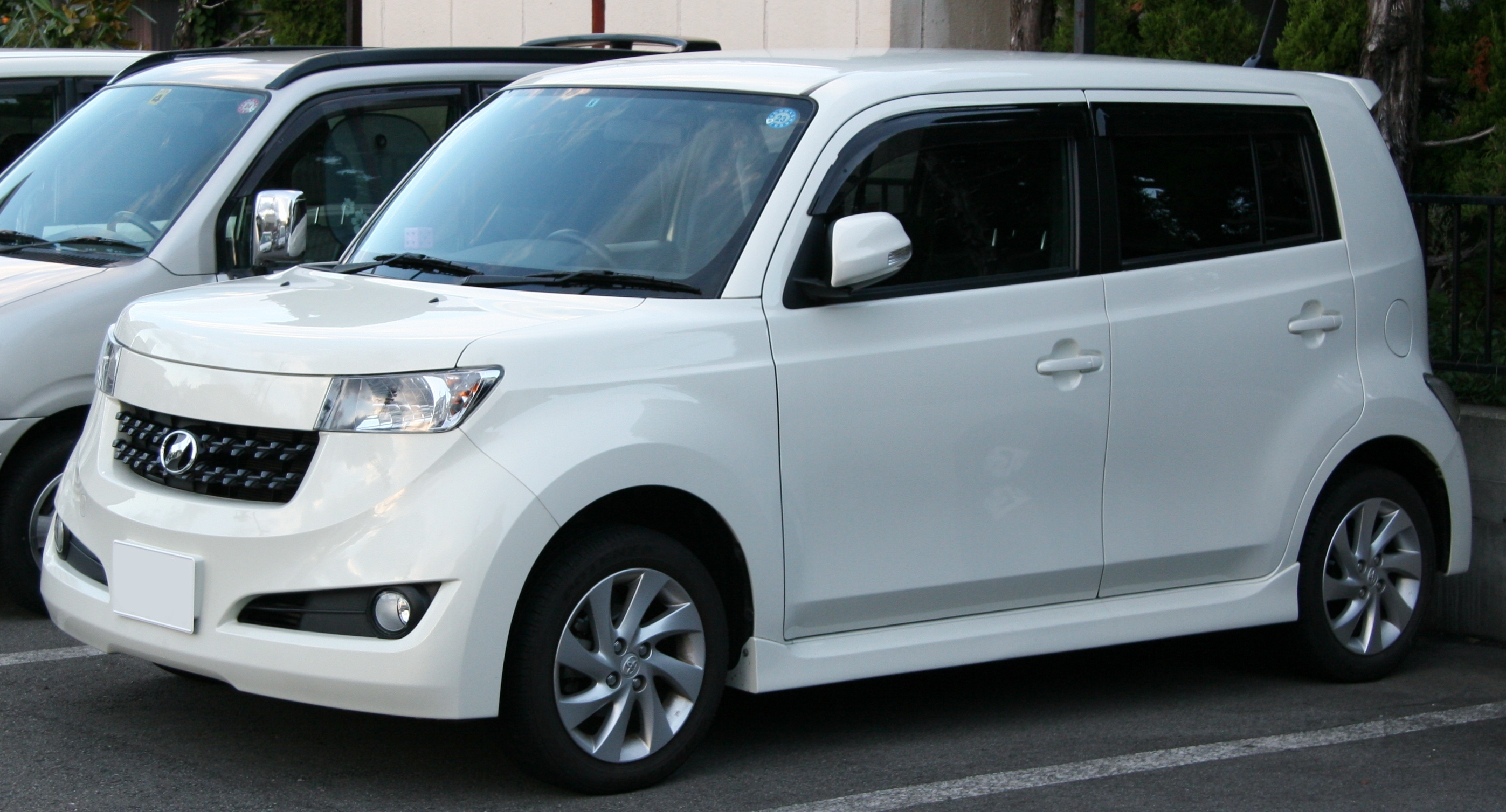
Toyota bB (AC20)

- 1.3 L K3-VE I4
- 1.5 L 3SZ-VE I4